# Şurud
Şurud är en ort i Azerbajdzjan.   Den ligger i autonoma republiken Nachitjevan, i den sydvästra delen av landet, 400 km väster om huvudstaden Baku. Şurud ligger 1 336 meter över havet och antalet invånare är 174.
Terrängen runt Şurud är lite bergig. Runt Şurud är det ganska glesbefolkat, med 27 invånare per kvadratkilometer.. Närmaste större samhälle är Tivi, 8,4 km öster om Şurud. 
Trakten runt Şurud består i huvudsak av gräsmarker.